# Warsaw Open
A Warsaw Open minden év májusában megrendezett női tenisztorna volt Lengyelország fővárosában, Varsóban.
A mérkőzéseket salakon, szabad téren játszották. Az első versenyt 1995-ben rendezték meg, amelyen az osztrák Barbara Paulus győzött. 2010 után a WTA elvette a rendezés jogát a várostól, s a 2012-es tervezett versenynaptár sem tartalmazza a tornát. Az utolsó versenyt a román Alexandra Dulgheru nyerte.
A torna 2009-től Premier kategóriájú volt. Az utolsó verseny összdíjazása 600 ezer dollárt tett ki. 2020-ban a torna ismét felkerült a versenynaptárba a WTA 125K versenysorozat részeként.

## Győztesek

### Egyéni
| Év   | Győztes                | Ellenfél a döntőben  | Eredmény a döntőben      |                    |
| ---- | ---------------------- | -------------------- | ------------------------ | ------------------ |
| 1995 | Barbara Paulus         | Alexandra Fusai      | 7–6(4), 4–6, 6–1         |                    |
| 1996 | Henrieta Nagyová       | Barbara Paulus       | 3–6, 6–2, 6–1            |                    |
| 1997 | Barbara Paulus         | Henrieta Nagyová     | 6–4, 6–4                 |                    |
| 1998 | Conchita Martínez      | Silvia Farina Elia   | 6–0, 6–3                 |                    |
| 1999 | Cristina Torrens       | Inés Gorrochategui   | 7–5, 7–6(3)              |                    |
| 2000 | Henrieta Nagyová       | Amanda Hopmans       | 2–6, 6–4, 7–5            |                    |
| 2001 | Nem rendezték meg.     | Nem rendezték meg.   | Nem rendezték meg.       | Nem rendezték meg. |
| 2002 | Jelena Bovina          | Henrieta Nagyová     | 6–3, 6–1                 |                    |
| 2003 | Amélie Mauresmo        | Venus Williams       | 6–7(6), 6–0, 3–0 feladta |                    |
| 2004 | Venus Williams         | Szvetlana Kuznyecova | 6–1, 6–4                 |                    |
| 2005 | Justine Henin-Hardenne | Szvetlana Kuznyecova | 3–6, 6–2, 7–5            |                    |
| 2006 | Kim Clijsters          | Szvetlana Kuznyecova | 7–5, 6–2                 |                    |
| 2007 | Justine Henin          | Aljona Bondarenko    | 6–1, 6–3                 |                    |
| 2008 | Nem rendezték meg.     | Nem rendezték meg.   | Nem rendezték meg.       | Nem rendezték meg. |
| 2009 | Alexandra Dulgheru     | Aljona Bondarenko    | 7–6(3), 3–6, 6–0         |                    |
| 2010 | Alexandra Dulgheru     | Cseng Csie           | 6–3, 6–4                 |                    |

### Páros
| Év   | Győztes                                    | Ellenfél a döntőben                     | Eredmény a döntőben |                    |
| ---- | ------------------------------------------ | --------------------------------------- | ------------------- | ------------------ |
| 1995 | Sandra Cecchini Laura Garrone              | Henrieta Nagyová Denisa Krajčovičová    | 5–7, 6–2, 6–3       |                    |
| 1996 | Olga Lugina Elena Wagner                   | Alexandra Fusai Laura Garrone           | 1–6, 6–4, 7–5       |                    |
| 1997 | Ruxandra Dragomir Inés Gorrochategui       | Meike Babel Catherine Barclay-Reitz     | 6–4, 6–0            |                    |
| 1998 | Olga Lugina Karina Habšudová               | Liezel Huber Karin Kschwendt            | 7–6, 7–5            |                    |
| 1999 | Cătălina Cristea Irina Seljutyina          | Amélie Cocheteux Janette Husárová       | 6–1, 6–2            |                    |
| 2000 | Tathiana Garbin Janette Husárová           | Iroda Tuljaganova Anna Zaporozsanova    | 6–3, 6–1            |                    |
| 2001 | Nem rendezték meg.                         | Nem rendezték meg.                      | Nem rendezték meg.  | Nem rendezték meg. |
| 2002 | Jelena Kostanić Henrieta Nagyová           | Jevgenyija Kulikovszkaja Silvija Talaja | 6–1, 6–1            |                    |
| 2003 | Liezel Huber Magdalena Maleeva             | Eléni Danjilídu Francesca Schiavone     | 3–6, 6–4, 6–2       |                    |
| 2004 | Silvia Farina Elia Francesca Schiavone     | Gisela Dulko Patricia Tarabini          | 3–6, 6–2, 6–1       |                    |
| 2005 | Tetyana Perebijnyisz Barbora Strýcová      | Klaudia Jans Alicja Rosolska            | 6–1, 6–4            |                    |
| 2006 | Jelena Lihovceva Anasztaszija Miszkina     | Anabel Medina Katarina Srebotnik        | 6–3, 6–4            |                    |
| 2007 | Vera Dusevina Tetyana Perebijnyisz         | Jelena Lihovceva Jelena Vesznyina       | 7–5, 3–6, [10–2]    |                    |
| 2008 | Nem rendezték meg.                         | Nem rendezték meg.                      | Nem rendezték meg.  | Nem rendezték meg. |
| 2009 | Raquel Kops-Jones Bethanie Mattek-Sands    | Jen Ce Cseng Csie                       | 6–1, 6–1            |                    |
| 2010 | Virginia Ruano Pascual Meghann Shaughnessy | Cara Black Jen Ce                       | 6–3, 6–4            |                    |